# Кучинск
Кучинск (бел. Кучынск) — посёлок в Широковском сельсовете Буда-Кошелёвского района Гомельской области Белоруссии.

## География

### Расположение
В 15 км на северо-восток от районного центра и железнодорожной станции Буда-Кошелёвская (на линии Жлобин — Гомель), 37 км от Гомеля.

### Гидрография
На юго-западе и востоке мелиоративные каналы.

## Транспортная сеть
Рядом шоссе Довск — Гомель. Застройка деревянная усадебного типа.

## История
Основан в конце XIX века. По переписи 1897 года — хутор. В 1925 году в Заболотском сельсовете Буда-Кошелёвского района Бобруйского округа. В 1929 году жители посёлка вступили в колхоз. На фронтах Великой Отечественной войны погибли 8 жителей. В 1959 году в составе колхоза «Искра» (центр — деревня Заболотье).
До 24 октября 2002 года в составе Заболотского сельсовета.

## Население

### Численность
- 2018 год — 0 хозяйств, 0 жителей.

### Динамика
- 1897 год — 1 двор, 10 жителей (согласно переписи).
- 1925 год — 17 дворов.
- 1959 год — 104 жителя (согласно переписи).
- 2004 год — 1 хозяйство, 1 житель.